# La Courbe
La Courbe és un municipi francès situat al departament de l'Orne i a la regió de Normandia. L'any 2007 tenia 63 habitants.

## Demografia

### Població
El 2007 la població de fet de La Courbe era de 63 persones. Hi havia 24 famílies de les quals 4 eren unipersonals (4 dones vivint soles i 4 dones vivint soles), 12 parelles sense fills i 8 parelles amb fills.
La població ha evolucionat segons el següent gràfic:
Habitants censats

### Habitatges
El 2007 hi havia 53 habitatges, 25 eren l'habitatge principal de la família, 19 eren segones residències i 10 estaven desocupats. Tots els 49 habitatges eren cases. Dels 25 habitatges principals, 18 estaven ocupats pels seus propietaris i 7 estaven llogats i ocupats pels llogaters; 4 tenien dues cambres, 3 en tenien tres, 5 en tenien quatre i 13 en tenien cinc o més. 14 habitatges disposaven pel capbaix d'una plaça de pàrquing. A 14 habitatges hi havia un automòbil i a 9 n'hi havia dos o més.

### Piràmide de població
La piràmide de població per edats i sexe el 2009 era:
| Homes | Edats   | Dones |
| ----- | ------- | ----- |
| 0     | 95 o +  | 0     |
| 0     | 90 a 94 | 0     |
| 0     | 85 a 89 | 0     |
| 0     | 80 a 84 | 0     |
| 0     | 75 a 79 | 0     |
| 0     | 70 a 74 | 0     |
| 8     | 65 a 69 | 4     |
| 4     | 60 a 64 | 0     |
| 0     | 55 a 59 | 0     |
| 8     | 50 a 54 | 4     |
| 0     | 45 a 49 | 4     |
| 0     | 40 a 44 | 0     |
| 0     | 35 a 39 | 0     |
| 4     | 30 a 34 | 0     |
| 0     | 25 a 29 | 0     |
| 0     | 20 a 24 | 0     |
| 4     | 15 a 19 | 0     |
| 0     | 10 a 14 | 0     |
| 0     | 5 a 9   | 0     |
| 0     | 0 a 4   | 0     |

## Economia
El 2007 la població en edat de treballar era de 46 persones, 30 eren actives i 16 eren inactives. De les 30 persones actives 27 estaven ocupades (17 homes i 10 dones) i 3 estaven aturades (2 homes i 1 dona). De les 16 persones inactives 6 estaven jubilades, 4 estaven estudiant i 6 estaven classificades com a «altres inactius».
Activitats econòmiques
L'any 2000 a La Courbe hi havia 8 explotacions agrícoles que ocupaven un total de 296 hectàrees.

## Poblacions més properes
El següent diagrama mostra les poblacions més properes.